# Daisuke Matsuzaka

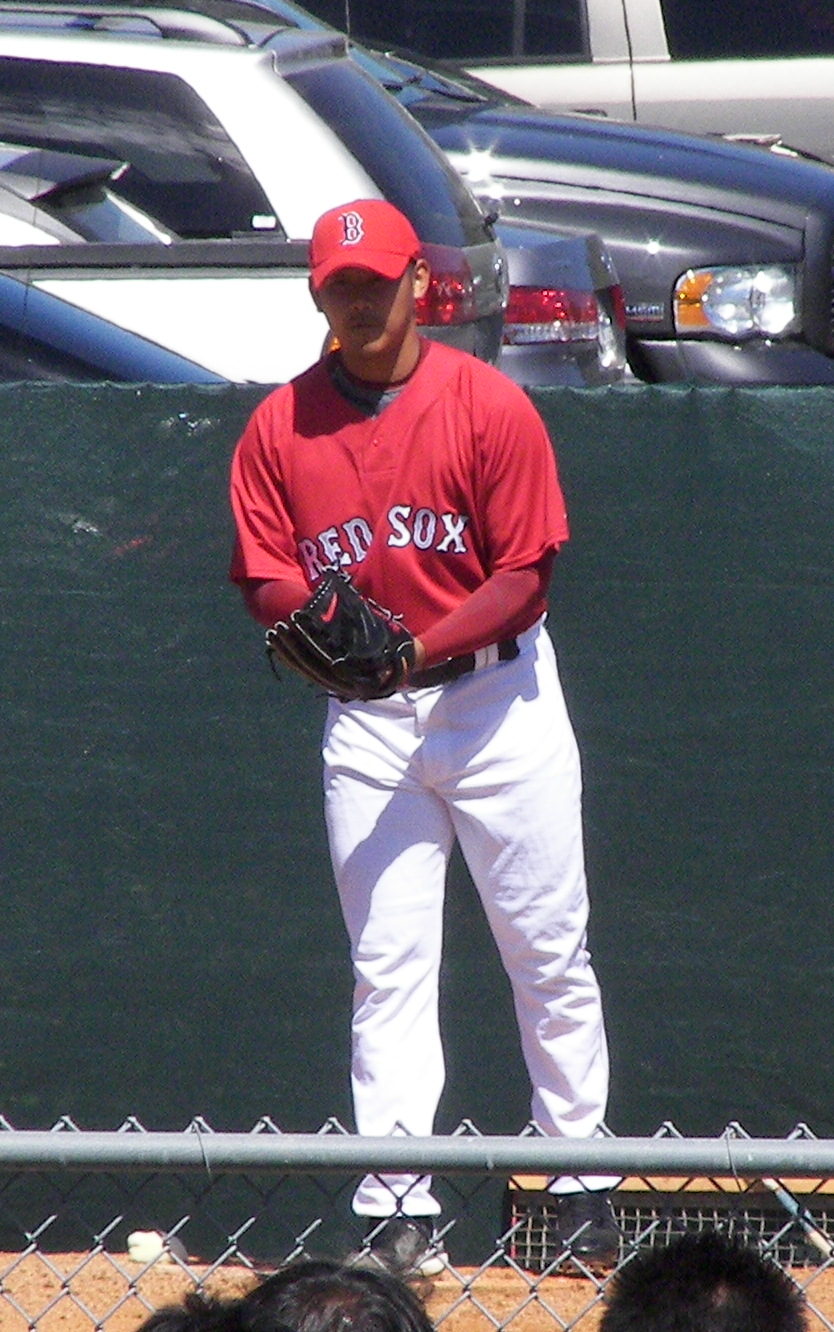

Daisuke Matsuzaka (松坂 大輔, Matsuzaka Daisuke ; Tokio, 13 september 1980) is een Japanse beroepshonkbalspeler, die toetrad tot de Boston Red Sox op 31 december, 2006. Hij speelde eerder voor de Seibu Lions in de Japanse Pacific League.
Hij is bekend door zijn fastballs met snelheden tussen 145 en 154 km/h.
In 2004 nam hij deel aan de Olympische Zomerspelen in Athene, en behaalde met het Japanse honkbalteam een bronzen medaille.
Matsuzaka tekende een zesjarig contract met de Boston Red Sox voor 52 miljoen dollar, en is daarmee een van de duurste honkbalspelers in de Verenigde Staten.
- International Standard Name Identifier: 0000 0000 3653 8882
- Library of Congress Control Number: n2007087580
- MusicBrainz: b1e52c9d-1ab8-4be3-935d-41fe90eff5e3
- Bibliotheek van het Japanse parlement: 00745795
- Virtual International Authority File: 63467209
- WorldCat: E39PBJyCGYvK3bwqkCCCDK3mh3